# Islande au Concours Eurovision de la chanson 2009
L'Islande a participé au Concours Eurovision de la chanson 2009 à Moscou, en Russie, avec pour représentante Jóhanna Guðrún Jónsdóttir. C'était la 22e participation de l'Islande au Concours. Elle a été représentée par la RÚV, membre de l'Union européenne de radio-télévision.
Lors des demi-finale, la chanson est arrivée première de son groupe avec un total de 174 points. Lors de la finale, elle fut nommée deuxième.

## Sélection nationale
La finale de la sélection nationale a eu lieu le 14 février 2009. Jóhanna Guðrún Jónsdóttir l'a emporté avec 19 076 voix devant Ingó 10 696 voix, Elektra 10 214 voix et Jógvan Hansen 9 693 voix.